# Sternbach zum Stock und Luttach

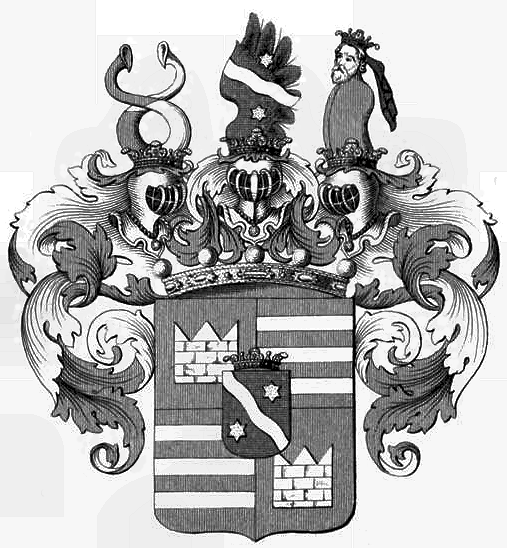
Wappen der Freiherren von Sternbach 1698

Die Freiherren von Sternbach zum Stock und Luttach sind ein österreichisches Hochadelsgeschlecht.

## Geschichte
Ein aus Tirol stammendes Geschlecht, dessen ursprünglicher Name Wenzel (Wenzl, Wentzl) war und sein Emporkommen vorzüglich den Bergwerken in Ahren zu Taufers im Pustertal und vorteilhaften Pfandschaften für geliehene Gelder an die Landesregierung verdankt. Die Wenzl erhielten 1571 einen Wappenbrief. Nach dem Absterben des Geschlechts der Edlen von Luttach (Lugdach, auch Luchedach, erstmals 1225 erwähnt), die in Stock zu Uttenheim ihren Sitz aufgeschlagen hatten, ging der Besitz zuerst an die Anich von Kortatsch, dann an die Freiherren von Spaur, schließlich 1619 an die Edlen von Wenzel über. Letztere durften nach dem Kauf der Güter das Prädikat „von Luttach“ bzw. „Stock von Luttach“ führen und das Wappen jener Familie (ein Stück Stadtmauer) dem ihrigen beifügen. Mathias von Wenzel errichtete im Turm des Schlosses die Heiligkreuz-Kapelle.
Mit Diplom Kaiser Leopold I. vom 12. Januar 1664 zu Regensburg wurde Johann Baptist Wentzl, Doktor beider Rechte, Kanonikus der Hochstifte Salzburg und Brixen sowie seine Brüder Stephan, Herr auf Kirchegg, Treuenstein und Ragen in Bruneck, Andreas Herr auf dem adligen Ansitz Stock zu Uttenheim, desgleichen k. k. Kammerrat und Oberkriegskommissar in Ober- und Niederschlesien, Christoph, Jakob und dessen Vettern der rittermäßige Adelsstand des Heiligen Römischen Reiches und der österreichischen Erblande zugesprochen und der bislang geschlossene Wappenhelm war nun geöffnet und gekrönt. Durch Diplom des Fürstbischofs Paulin von Brixen vom 18. November 1684 wurde dem Sohn des Andreas und seinen Brüdern erlaubt, sich von ihrem in der oberen Vorstadt zu Bruneck adeligen Ansitz Sternpach „Wentzl zu Sternpach“ zu nennen. Die Eintragung in die Tiroler Adelsmatrikel erfolgte 1690.
Des Christoph Andreas Sohn, Franz Andreas († 24. April 1755), kaiserlicher Rat, wurde am 26. März 1698, in den Reichsfreiherrenstand mit dem Prädikat „von Sternbach“ erhöht. Das böhmische Freiherrendiplom folgte um 1700 für Andreas Wenzel von Sternbach, Oberster Kammergraf der ungarischen Bergstädte und oberösterreichischer Hofkammerrat. Später ließen die Wenzel ihren ursprünglichen Familiennamen fallen und schrieben sich von „Sternbach zum Stock und Luttach“.
Oben genannter Franz Andreas war mit Maria Elisabeth Franziska Colonna Freiin von Völs (* 16. März 1690; † 27. Februar 1762) vermählt. Als Berg- und Gewerksherr zu beträchtlichen Reichtum gekommen, kaufte er 1709 den Ansitz Grabenstein in Innsbruck und im Oktober 1730 das seit 1684 bestehende Pfandlehen Bludenz-Sonnenberg mit Schloss Geyenhofen.
Johann Georg Freiherr von Wenzel-Sternbach (1698–1774), über seine Gemahlin Maria Helene Gräfin Tannenberg mit den Grafen von Stachelburg verwandt, erhielt von jenen den Edelsitz Windegg in Innsbruck, Adamgasse 23, an der Nordostecke Wiltens.
Das Oberst-Erbland-Falkenmeisteramt in Tirol wurde dem k.k. wirklichen Geheimen Rat Carl Matthias Freiherr von Sternbach zum Stock und Luttach am 2. August 1790 für sich und seine Nachkommen verliehen, nachdem dieses Amt 1789 durch das ohne männliche Nachkommenschaft erfolgte Ableben des Carl Grafen von Sonnberg und Freiherrn von Heindl erledigt worden war.
Die Familie blühte in mehreren Linien in Tirol und Vorarlberg.
Als eines von neun freiherrlichen Geschlechter erhielt die Familie einen erblichen Sitz im Herrenhaus, dem Oberhaus des österreichischen Reichsrates.

## Besitztümer
Unter den Besitzungen derselben sind vor allem Stock und Luttach zu nennen, von welchen Ansitzen die Prädikate des Geschlechts stammen. Beide liegen im Pustertal. Den Ansitz Stock in Uttenheim bei Gais – nicht zu verwechseln mit der Liegenschaft „am Stock“ in Luttach – erwarben die Wenzl 1619 von den Freiherren von Spaur; er ist bis heute im Familienbesitz; hier wird auch der Großteil des Freiherrlich Sternbach’schen Archivs verwahrt, das mit Vorurkunden bis 1290 zurückreicht.
Der andere Besitz war Luttach in Pfalzen. Der dreigeschossige rechteckige Bau mit viereckigem Eckturm und geschwungenem Pyramidendach wurde 1689 erworben.
Schloss Wolfsthurn im Mareitertal bei Sterzing, welches 1700 von den Herren Grebmer von Wolfsthurn gekauft und zwischen 1727 und 1741 von Franz Andreas Freiherr von Sternbach zum einzigen Barockschloss Südtirols umgebaut wurde, befindet sich bis heute im Besitz der Familie. Ihr gehörte auch die Burgruine Sonnegg und der Hof „Meier am Hof“ zu Dietenheim bei Bruneck, welchen 1700 Anton Wenzel Freiherr von Sternbach neu erbaute.
Der einst gräflich Welspergische Ansitz zu Bruneck (Palais Sternbach) und die Herrschaft Bludenz mit dem Schloss Gayenhofen und Sonnenberg in Vorarlberg wurden 1684 als Pfandlehen erworben. Schloss Gayenhofen ließ Freiherr Franz Andreas von Sternbach (1675–1755) neu erbauen; es wurde 1936 verkauft.
Die ältere Linie besaß um Anfang des 20. Jahrhunderts die Güter Ober-Falkenstein, Groppenstein, Deutschnoven und Taur. Das Haupt dieser Linie führte den Titel Oberst-Erbland-Falkenmeister in Tirol und seine Brüder Erbland-Falkenmeister in Tirol. Die jüngere Linie ist in die Mareiter, Sterzinger, Bludenzer und Pustertaler Äste geteilt. Der Mareiter Ast besaß Wolfsthurn, der Sterzinger Ast die Herrschaften Landstein in Böhmen und Triesch in Mähren und der Bludenzer Ast Schloss Gayenhofen in Bludenz und Sonnenberg.
Im Innsbrucker Stadtteil Mühlau gehört der Ansitz Sternbach zum Familienbesitz.

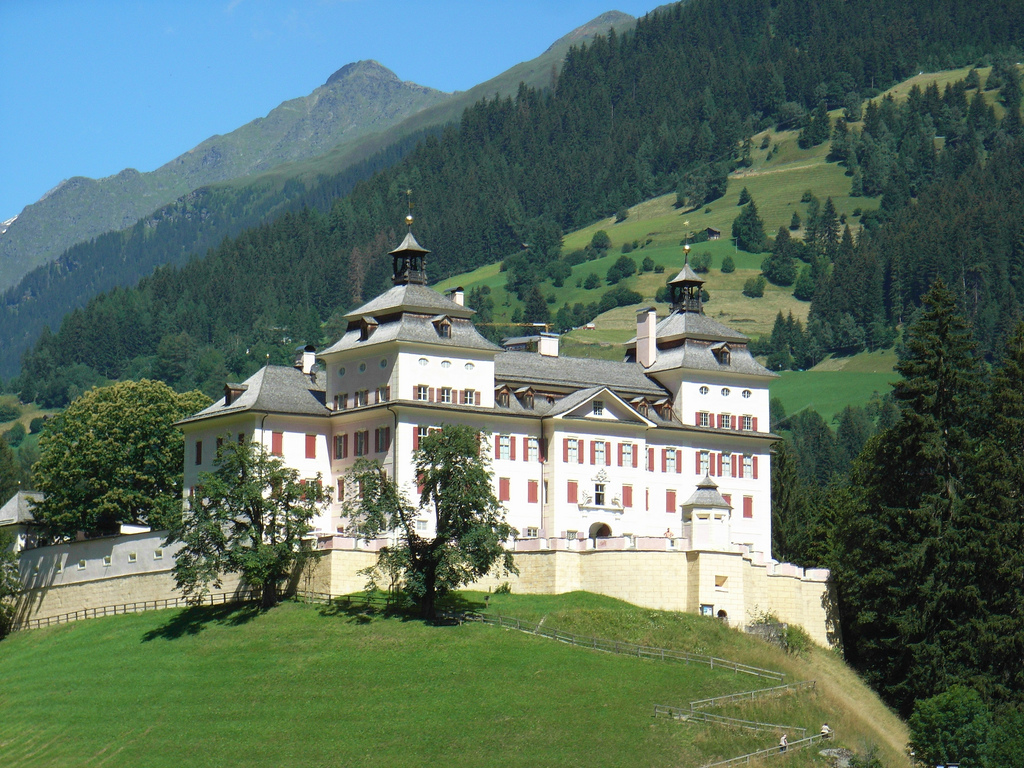
Schloss Wolfsthurn, Südtirol
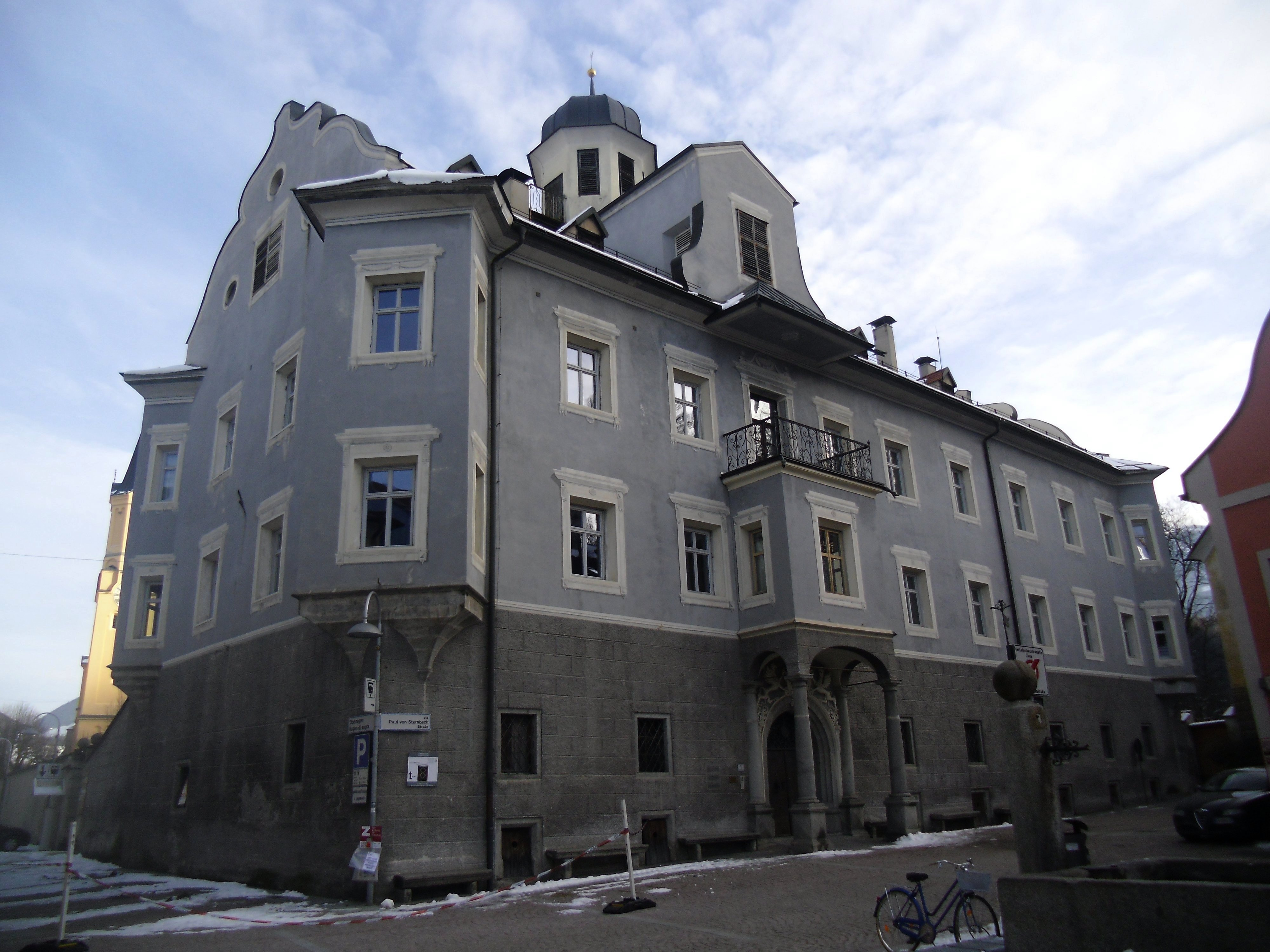
Palais Sternbach in Bruneck
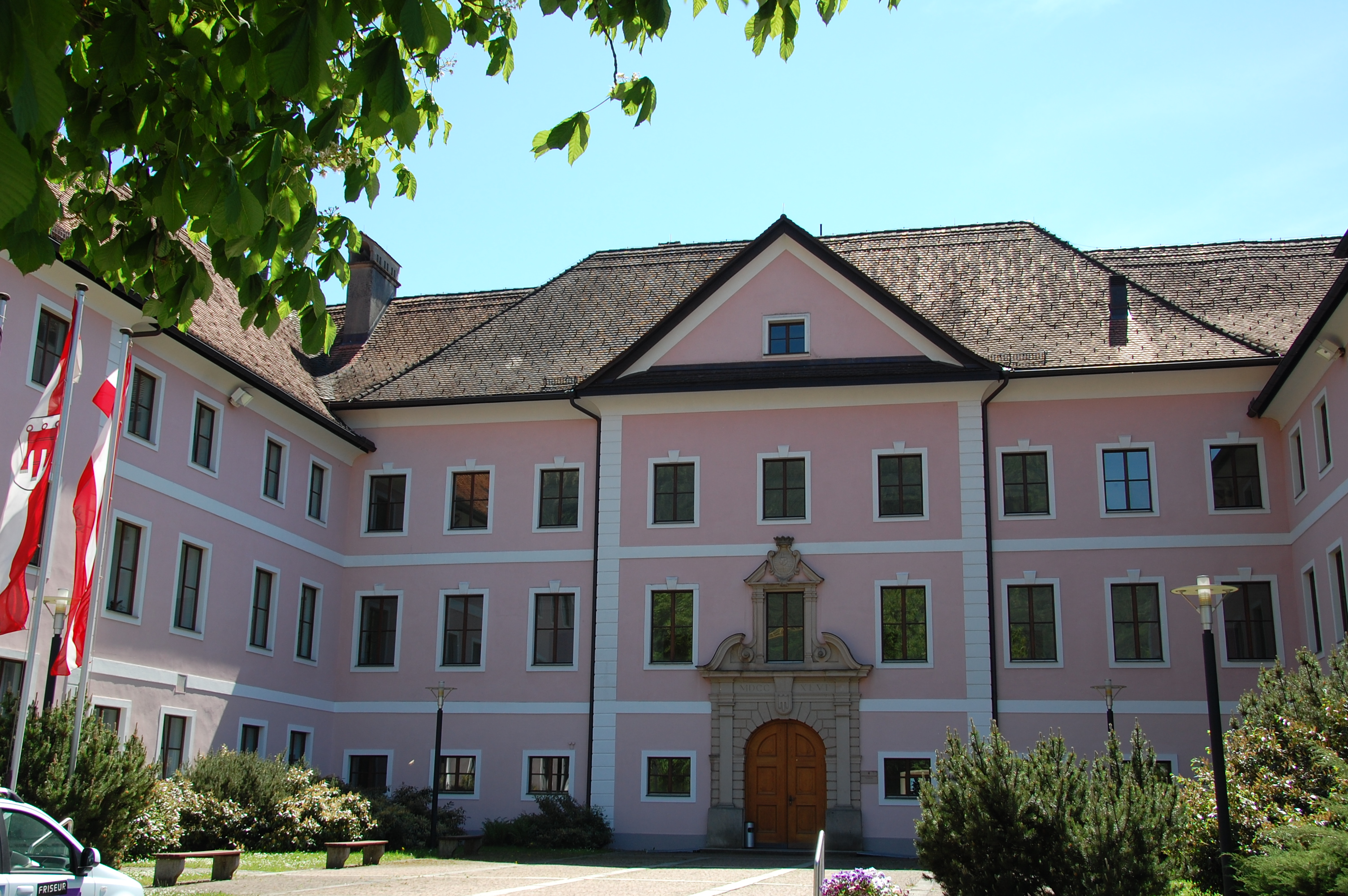
Schloss Gayenhofen, Vorarlberg

## Wappen
1571: Schwarzes Schild, in demselben ein wellenförmig gezogener, schrägrechter, silberner Balken, der links oben und rechts unten je von einem sechsstrahligen, goldenen Stern begleitet ist.
1698: Quadriertes Schild, mit einem gekrönten schwarzen Mittelschild und in demselben ein wellenförmig gezogener, schrägrechter, silberner Balken, der links oben und rechts unten je von einem sechsstrahligen, goldenen Stern begleitet ist. 1 und 4 in Rot ein frei schwebendes, schwarz ausgefugtes, silbernes Mauerstück von vier Schichten, welches oben mit drei spitzigen Zinnen versehen ist (Luttach). 2 und drei, ebenfalls in Rot, drei silberne Querbalken (Groppenstein). Auf dem Schild ruht die Freiherrenkrone, darüber befinden sich drei offene, gekrönte Helme. Die Helmdecken sind rot-silbern.

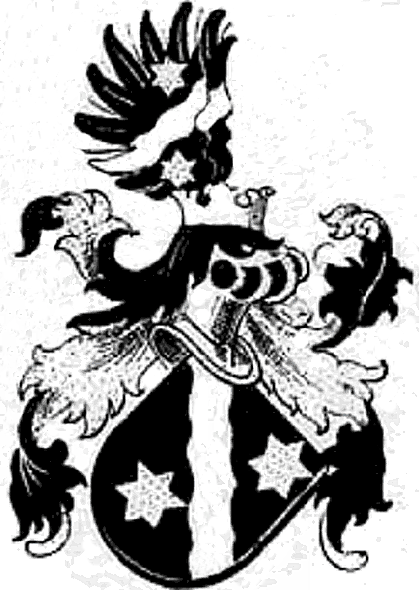
Wappen von Wenzel (Stammwappen Sternbach) 1571
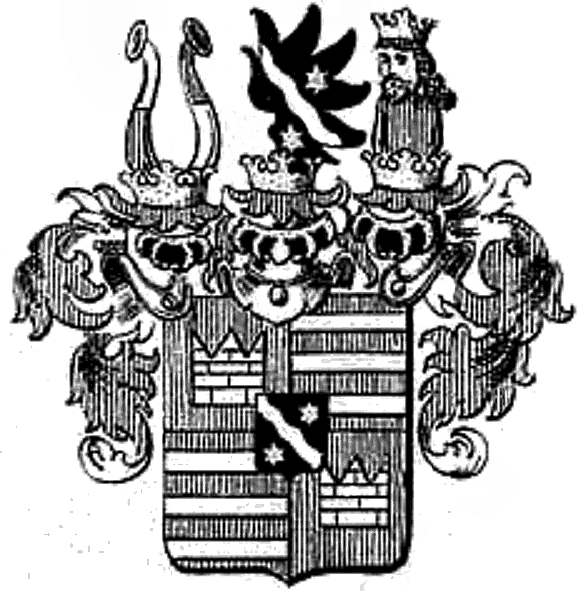
Wappen der Reichsritter von Sternbach 1664
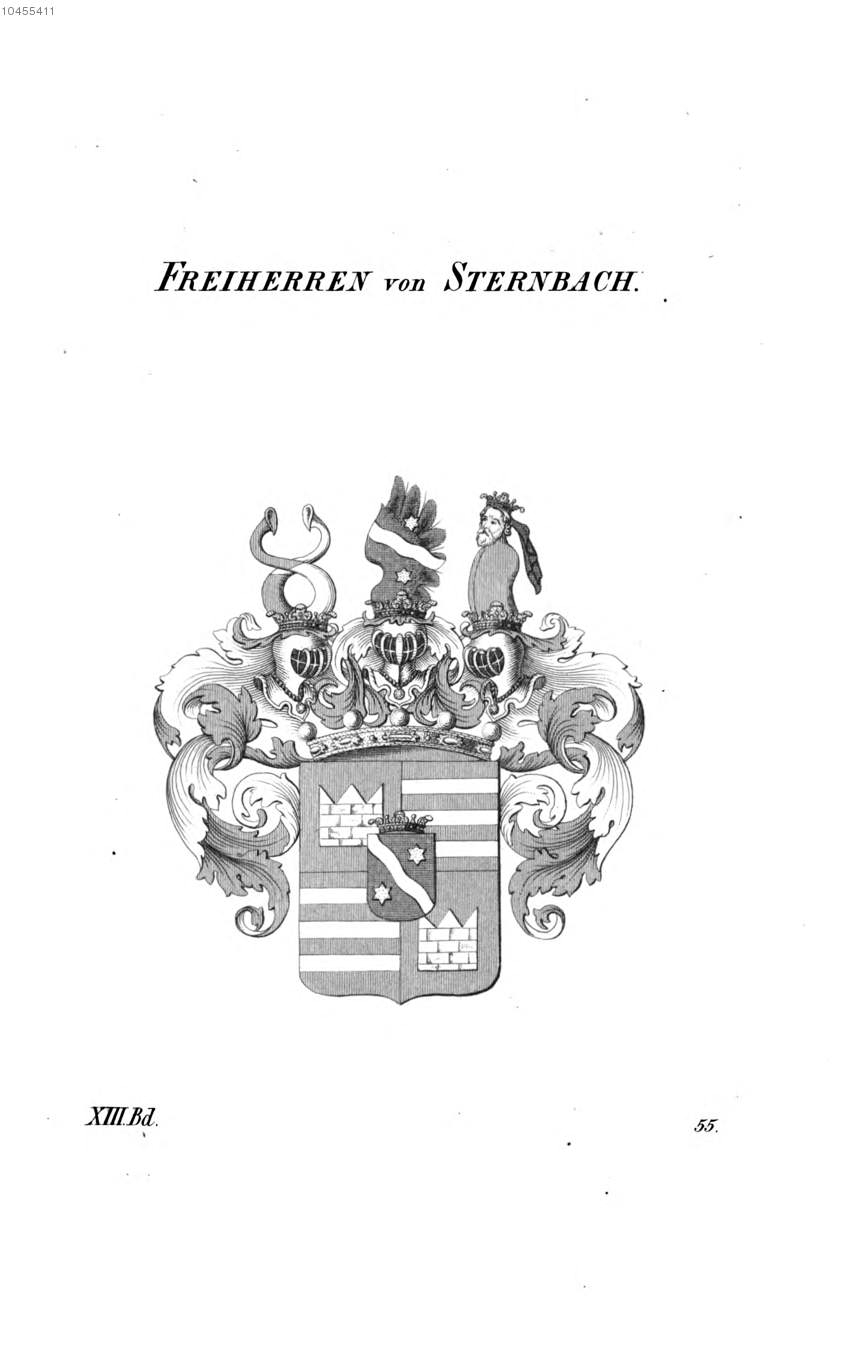
Wappen der Freiherrn von Sternbach
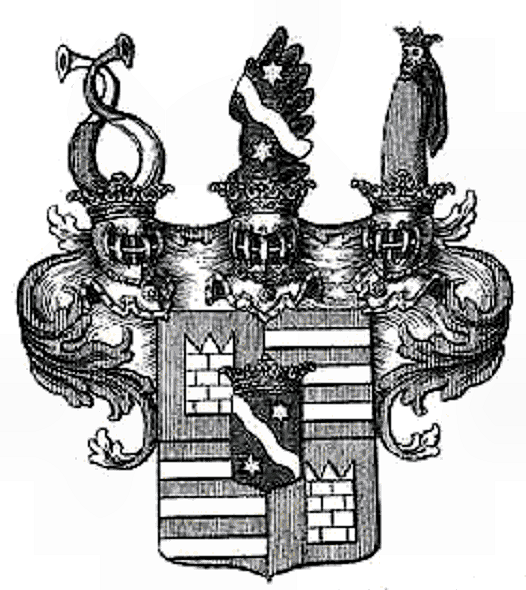
Wappen der Freiherren von Sternbach in Böhmen
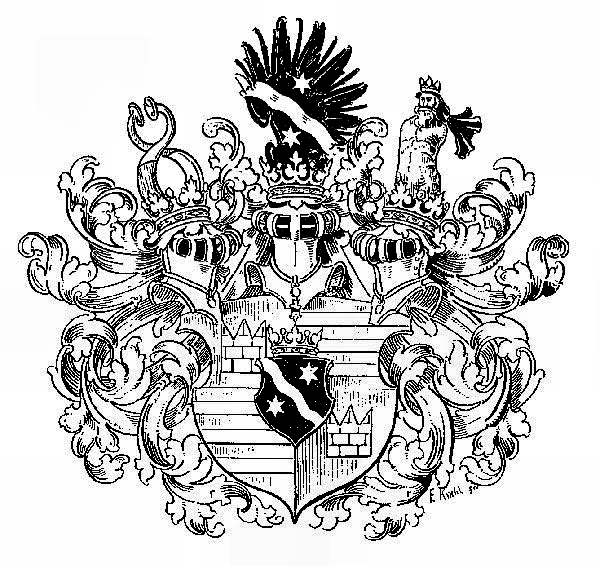
Wappen des Reichsritters Ferdinand von Sternbach, 19. Jh.

## Bedeutende Persönlichkeiten

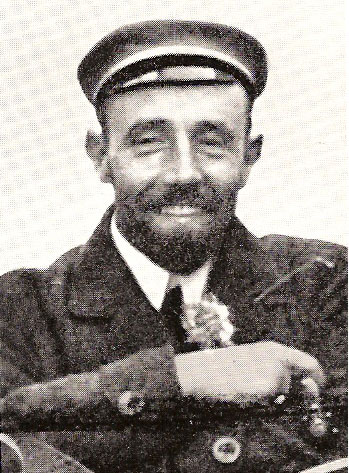
Paul von Sternbach

- Leopold Freiherr von Sternbach (* 21. Mai 1819 in Innsbruck; † 24. März 1887 ebenda) war der Sohn des Maria-Theresien-Ritters Eduard Freiherr von Sternbach und Vater des Tiroler Genealogen Hans von Sternbach.[10]
- Paul Freiherr von Sternbach (1869–1948) war ein Südtiroler Politiker, der wegen seines Patriotismus mehrmals verfolgt wurde.
- Therese von Sternbach, Schwiegertochter von Carl Freiherr von Sternbach und Witwe des 1808 verstorbenen Freiherrn Franz Andreas, welche sich 1809 um die Landesverteidigung Tirols verdient machte und für ihre patriotische Gesinnung und Handlungen am 25. Dezember 1820 von Kaiser Franz I. von Österreich höchste Anerkennung erfuhr.